# Gateway Load Balancing Protocol
 (novembre 2023).
Si vous disposez d'ouvrages ou d'articles de référence ou si vous connaissez des sites web de qualité traitant du thème abordé ici, merci de compléter l'article en donnant les références utiles à sa vérifiabilité et en les liant à la section « Notes et références ».
Gateway Load Balancing Protocol est un protocole propriétaire Cisco permettant de la redondance et de la répartition de charge sur plusieurs routeurs en utilisant une seule adresse IP virtuelle, associée à plusieurs adresses MAC virtuelles.
Le protocole GLBP élit un Active Virtual Gateway (AVG) qui va répondre aux requêtes ARP pour l'adresse IP virtuelle.
GLBP permet de donner un poids variable à chacun des routeurs participants pour la répartition de la charge entre ces routeurs. La charge est donc répartie par hôte dans le sous-réseau.
Par défaut, GLBP utilise l'adresse IP multicast 224.0.0.102 pour l'envoi des paquets Hello et le numéro de port UDP 3222.
IPv6 est pris en charge à partir d'IOS 12.2(33) SXI.

## Principe
Sur une architecture réseaux où il existe plusieurs pattes de sortie vers le WAN (réseau étendu), le GLBP permet de faire de la répartition de charge (load balancing) par session et aussi de la redondance.
Le GLBP se base sur une adresse IP virtuelle unique mais plusieurs adresses MAC virtuelles.
Un des routeurs est élu AVG (active virtual gateway), mais il aura aussi et avec tous les autres routeurs le rôle d'AVF (active virtual forwarder), qui auront eux-mêmes une adresse MAC virtuelle.

## Fonctionnement
Le client va envoyer ses trames sur l'adresse de gateway (virtuelle), et grâce aux requêtes ARP le routeur AVG va envoyer l'adresse MAC virtuelle du routeur choisi.